# Carrousel des parcs Disney
Le Carrousel ou Merry-Go-Round, attraction classique avec ses chevaux de bois, est présent dans tous les parcs Disney : Walt Disney pensait qu'un parc de loisirs n'est pas complet sans un carrousel.
Ses imagineers, tout en gardant le concept et le mécanisme, en ont adapté le décor aux thèmes liés à certains dessins animés célèbres de Disney.

## Les thèmes
- Sur le thème du dessin animé Cendrillon :

Castle Carrousel  (Tokyo Disneyland)
Cinderella Carousel  (Hong Kong Disneyland)
Cinderella's Golden Carousel (Magic Kingdom)
- Sur le thème des dessins animés Merlin l'Enchanteur et La Belle au Bois Dormant :

King Arthur Carrousel (Disneyland)
- Sur le thème du dessin animé Merlin l'Enchanteur :

Carrousel de Lancelot (Disneyland Paris)
- Sur le thème du dessin animé Aladdin :

Caravan Carousel (Tokyo DisneySea)
- Sur le thème du dessin animé La Petite Sirène (The Little Mermaid) de John Musker et Ron Clements :

King Triton's Carousel (Disney's California Adventure)

## Les attractions

### Disneyland
Le Carrousel de Disneyland se nomme King Arthur Carrousel. Il comprend 72 chevaux blancs.
Historique
Les imagineers de Disney découvrent peu avant l'ouverture du parc en 1955, un carrousel à l'état d'abandon dans le parc de Sunnyside à Toronto en Ontario. Ce carrousel a été construit en 1875 dans le style Philadelphie par la société Dentzel Carousel Company et a servi dans le parc jusqu'en 1922. Les imagineers de Disney récupèrent le manège et le restaurent.
Certaines parties trop délabrées sont supprimées. Afin de gagner de la place, deux chariots sont enlevés et réutilisés dans l'attraction Casey Jr Circus Train. Un orgue, modèle 157 de Wurlitzer est placé dans le carrousel, mais n'est pas opérationnel. La décoration originale est remplacée par des motifs du film Merlin l'Enchanteur alors en préparation et les pancartes centrales sont remplacées par des miroirs afin d'agrandir l'espace. Des bouffons et des boucliers à tête de princesse sur le pourtour ont dû être aussi rénovés.
Le carrousel comprend 72 chevaux, fabriqués en Allemagne à la fin du XIXe siècle. Certains d'entre eux provenant d'autres carrousels Stein and Goldstein (installés en particulier à Coney Island) ont permis en 1955 d'ajouter une quatrième rangée complète de chevaux. Les trois rangées centrales sont à l'origine immobiles, mais ont été transformées au cours de l'année 1955 pour être au galop. La forte préférence pour l'unique cheval blanc du carrousel a amené la société Disney à repeindre tous les chevaux en blanc en 1976.
Lors de la rénovation de Fantasyland entamée en 1982 et achevée en 1983, le carrousel a été légèrement déplacé de quelques mètres afin d'agrandir la cour du château et d'allonger la perspective depuis le pont-levis.
Le 5 mars 2003, le carrousel a rouvert après une importante rénovation d'une année. Le système informatique a été changé, ce qui permet d'arrêter la plateforme tournante toujours au même endroit (pour aider les parents à récupérer leurs enfants). En même temps, la moitié des miroirs a été remplacée par des scènes du film La Belle au bois dormant.

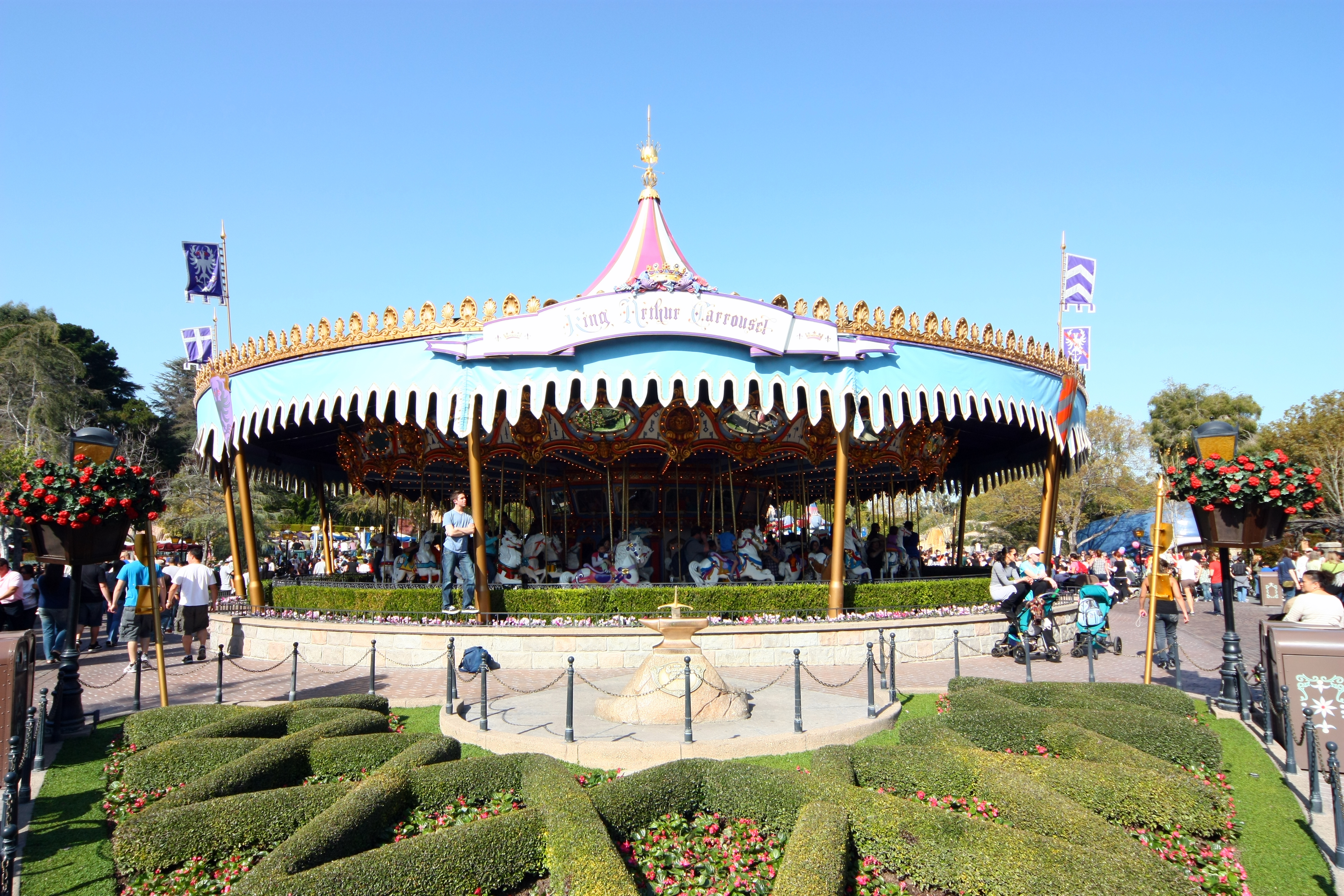
Vue globale de l'attraction.

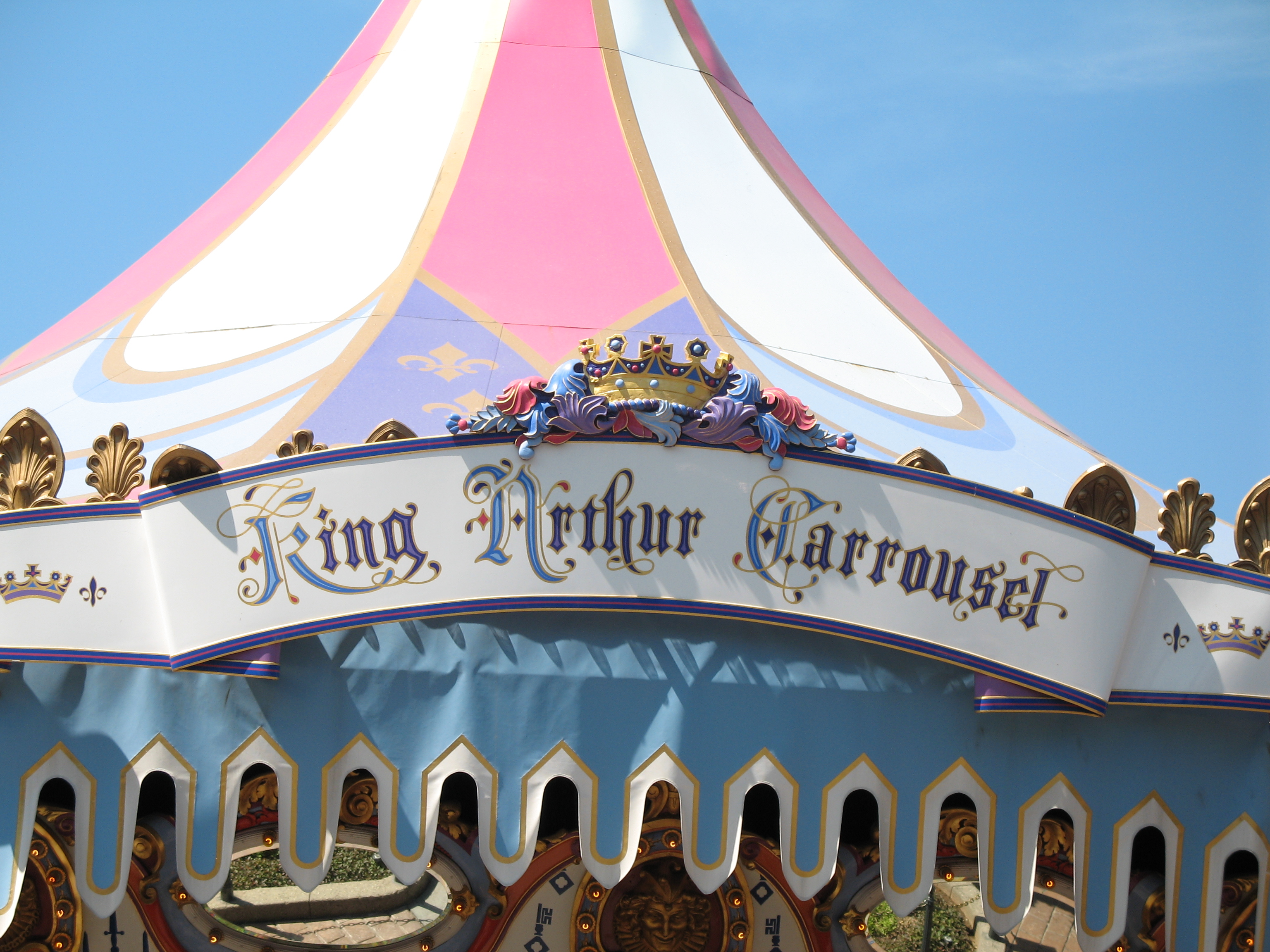
Enseigne de King Arthur Carrousel.

- Nom : King Arthur Carrousel
- Localisation : Fantasyland
- Ouverture : 17 juillet 1955 (avec le parc)
- Rénovations :
  - 1976 : tous les chevaux sont repeints en blanc
  - 1983 : déplacement du manège
  - 2003 : amélioration des systèmes techniques et des décors.
- Conception : WED Enterprises
- Nombre de chevaux : 72
- Durée : 2 min 18 s
- Ticket requis : « A »
- Type d'attraction : Carrousel
- Situation : 33° 48′ 48″ N, 117° 55′ 08″ O

 Cette attraction a ouvert avec le parc Disneyland, c'est une attraction du Disneyland d'origine

### Magic Kingdom
Le carrousel du Magic Kingdom Cinderella's Golden Carousel et est associé au Château de Cendrillon. Il comporte 5 rangées de 18 chevaux chacune et pour chaque rangée la taille des chevaux augmente, les plus grands étant à l'extérieur. La totalité des chevaux sont blancs mais chacun a son propre décor et sa palette de couleurs, en plus d'un numéro sur la bride. Le 37 possède un pompon doré derrière la selle, marque qui prouverait son appartenance à Cendrillon.
Historique
Ce carrousel en réalité été construit en 1917 par la Philadelphia Toboggan Company sous le nom de Liberty Carousel pour le Palace Gardens (détruit par un incendie en 1911), une salle de danse associée à Electric Park (Belle Ile, Détroit). Les chevaux d'origine étaient aux couleurs du drapeau américain (bleu, blanc et rouge) avec des représentations de Miss Liberté. Après une rénovation en 1928 à Philadelphie, il est installé à l'Olympic Park de Maplewood, dans le New Jersey et y reste 39 ans. L'Olympic Park ferme en 1965.
Les imagineers de Disney récupèrent le carrousel en 1967 et rénovent l'attraction tout en l'adaptant à l'univers Disney.
Le carrousel d'origine comptait 72 chevaux mais les imagineers les ont rénovés et avec l'achat d'autres d'anciens carrousels, le total a été porté à 90 chevaux. C'est en suivant le souhait de Walt Disney « que chacun ait un cheval » que les chariots d'origine ont été retirés. Depuis plusieurs des chevaux de bois d'origine ont été remplacés par des versions en fibre de verre.
L'orgue central est celui d'origine mais la musique a été changée. Les 18 scènes centrales qui ornent l'intérieur du carrousel ont été remplacées par des représentations de l'histoire de Cendrillon.
En 1997, lors d'une rénovation, quatre chevaux ont été remplacés par l'un des chariots d'origine.

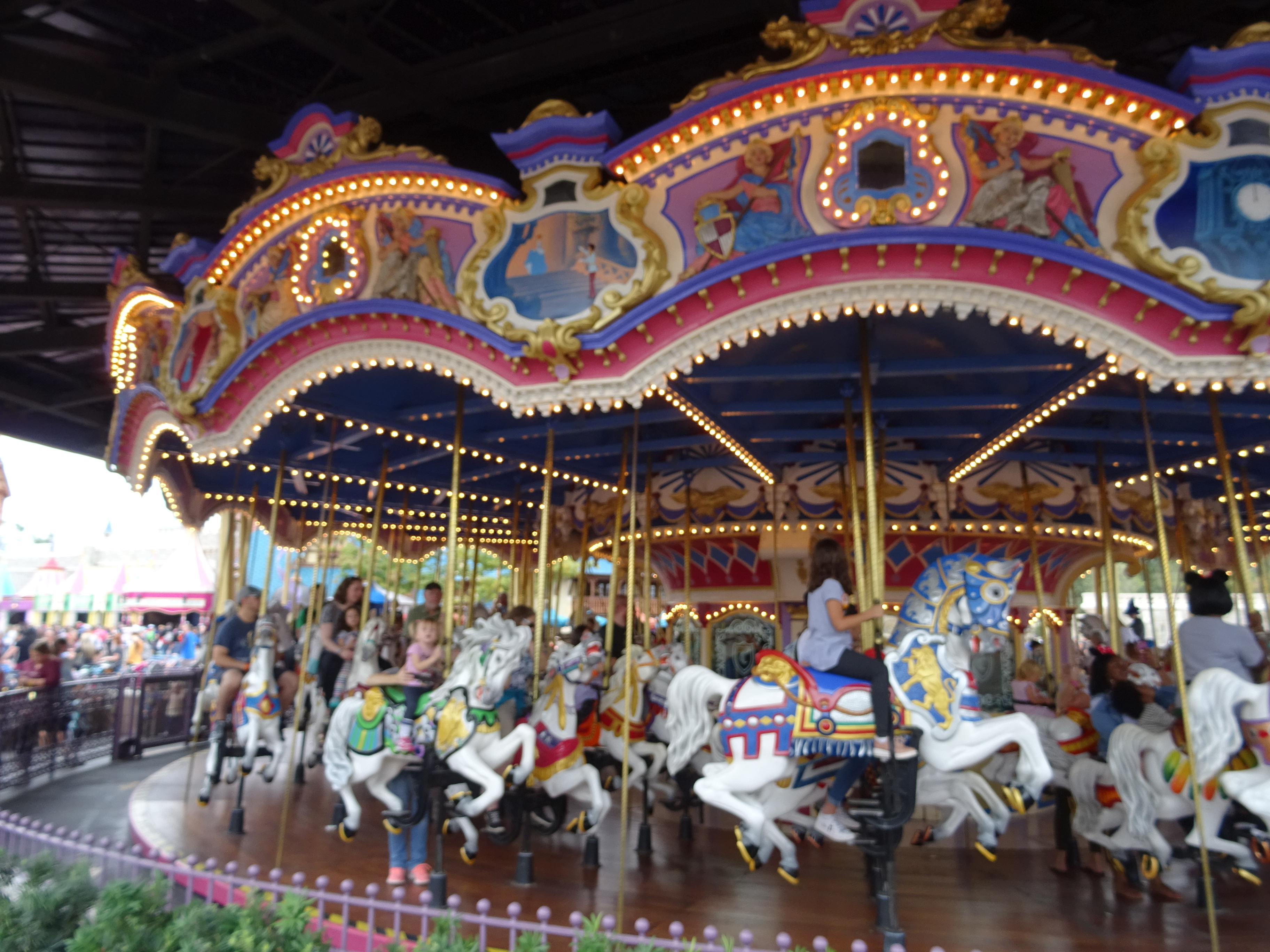
Cinderella's Golden Carousel

- Nom : Cinderella's Golden Carousel
- Localisation : Fantasyland
- Ouverture : 1er octobre 1971 (avec le parc)
- Conception : WED Enterprises
- Nombre de chevaux : 86 et 1 chariot
- Nombre de lumière : 2 325
- Durée : 2 min
- Type d'attraction : Carrousel
- Situation : 28° 25′ 12″ N, 81° 34′ 52″ O

### Tokyo Disneyland
Castle Carrousel reprise de la version de Floride a été ajoutée quelques années après l'ouverture du parc.
Elle présente également dix-huit peintures détaillant des scènes de Cendrillon.
- Nom : Castle Carrousel
- Localisation : Fantasyland
- Conception : Walt Disney Imagineering
- Ouverture : 15 avril 1983[3]
- Nombre de chevaux : 90
- Durée : 2 min
- Ticket requis : "C"
- Type d'attraction : Carrousel
- Situation : 35° 37′ 53″ N, 139° 52′ 52″ E

### Disneyland Paris
Le Carrousel de Lancelot est une déclinaison des précédents carrousels.
Le décor a été changé pour rappeler l'histoire de Lancelot et de la Dame du lac.
Les 16 chevaux extérieurs revêtus  d'armures sont faits en bois et sont les créations récentes de Joe Leonard, artiste vivant en Ohio. Les 70 autres, situés au centre, ont été réalisés en fibres de verre par les imagineers de Walt Disney World Resort d'après le Cinderella's Golden Carousel.
Le manège reprend le principe de la couleur unique pour chaque cheval avec une disposition respectant le spectre de l'arc-en-ciel.
Les deux chariots et l'orgue central nommé « Big Nelly » ont été récupérés sur un manège du début du XXe siècle construit par la Philadelphia Toboggan Company.
- Nom : Le Carrousel de Lancelot
- Localisation : Fantasyland
- Ouverture : 12 avril 1992 (avec le parc)
- Conception : Walt Disney Imagineering
- Nombre de chevaux : 86 et 2 chariots
- Capacité théorique par tour : 98 personnes
- Durée : 1 min 30 s ou 2 min 30 s
- Type d'attraction : Carrousel
- Situation : 48° 52′ 25″ N, 2° 46′ 31″ E

### Disney's California Adventure

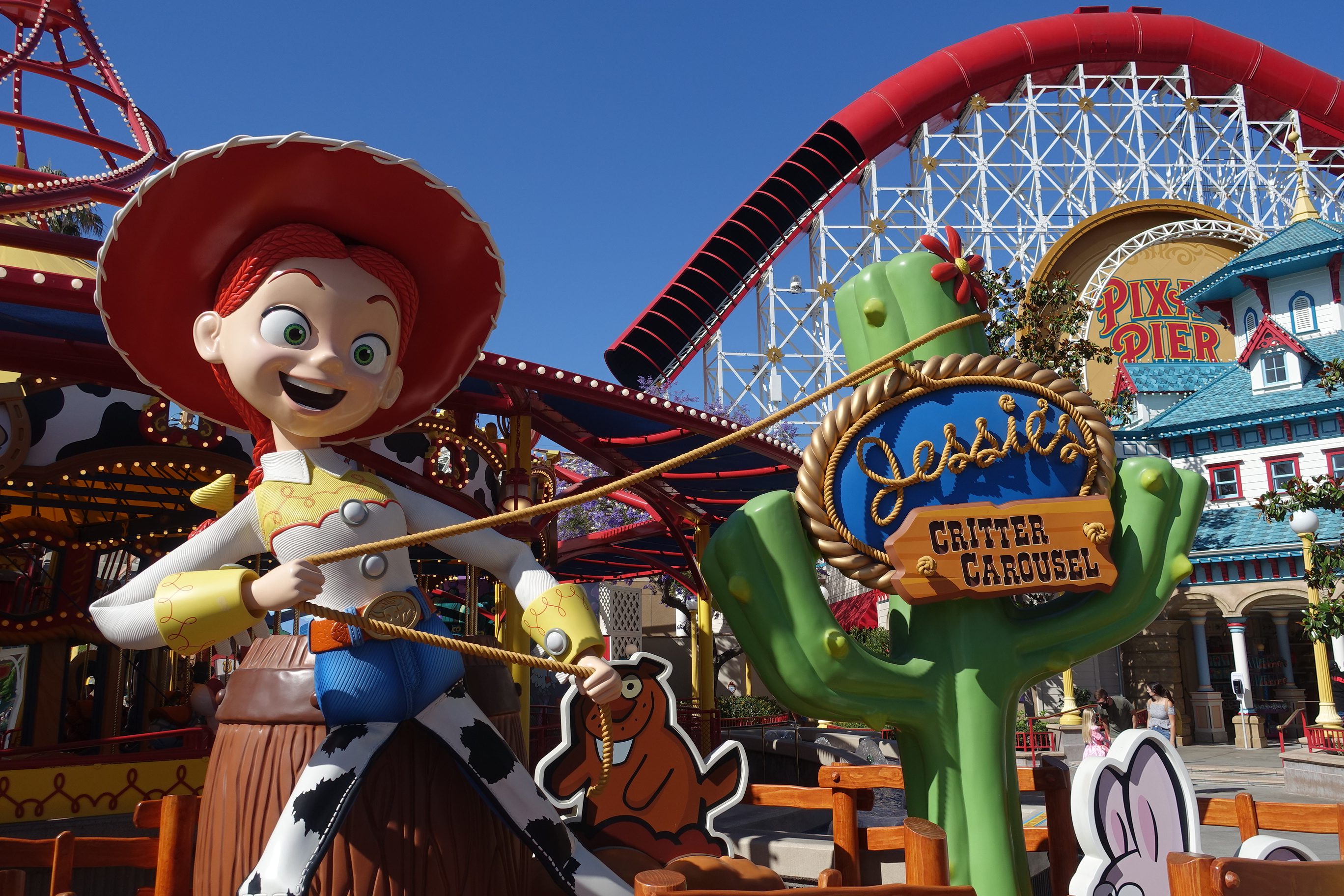
Jessie's Critter Carousel

Jessie's Critter Carousel (anciennement King Triton's Carousel) est un carrousel inspiré de l'univers du film Pixar Toy Story 2.
L'attraction ouverte à l'origine sur le thème de La Petite Sirène le 8 février 2001 reprenait des sujets inspirés de l'univers marin. Cette version a fermé le 5 mars 2018 pour rouvrir sous son nouveau thème le 5 avril 2019,.
- Nom : Jessie's Critter Carousel
- Localisation : Pixar Pier
- Ouverture : 
  - 8 février 2001 en version King Triton's Carousel (avec le parc)
  - 5 avril 2019 en version Jessie's Critter Carousel
- Conception : Walt Disney Imagineering
- Nombre de personnages : 56
- Capacité théorique par tour : 100 personnes
- Durée : 2 min
- Type d'attraction : Carrousel
- Situation : 33° 48′ 16″ N, 117° 55′ 16″ O

### Tokyo DisneySea

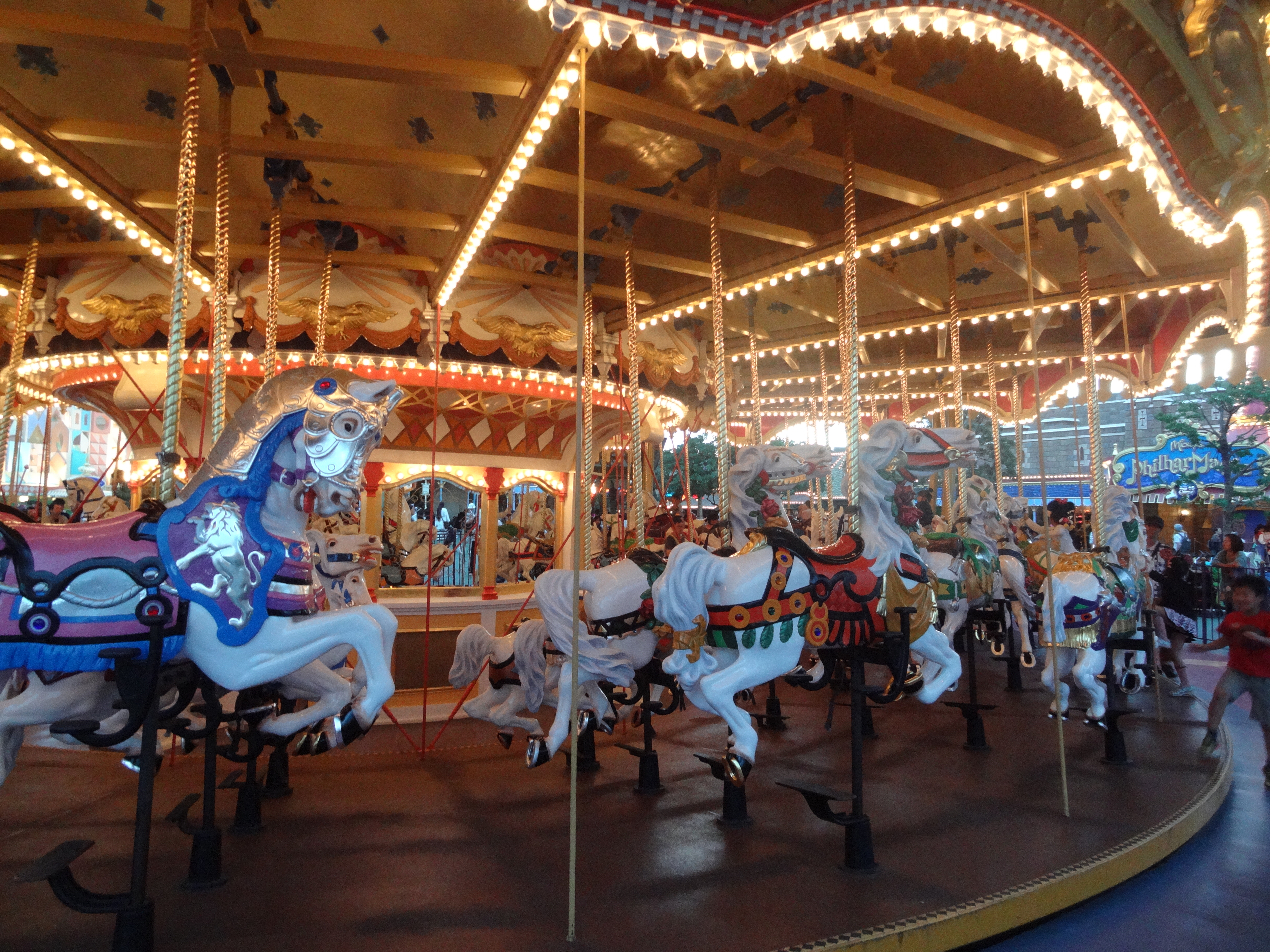
Cinderella's Golden Carrousel

Caravan Carousel est le seul carrousel construit sur deux étages et dans lequel les chevaux  sont remplacés par des personnages tirés du dessin animé Aladdin.
Sa structure extérieure d'inspiration mauresque très riche en détails, est surmontée d'un magnifique dôme bleu aux motifs finement ciselés.
- Nom : Caravan Carousel
- Localisation : Arabian Coast
- Ouverture : 4 septembre 2001 (avec le parc)
- Conception : Walt Disney Imagineering
- Nombre de personnages : 126 sur deux étages
- Capacité théorique par tour : 190 personnes
- Durée : 2 min 30 s
- Type d'attraction : Carrousel
- Situation : 35° 37′ 41″ N, 139° 53′ 00″ E

### Hong Kong Disneyland

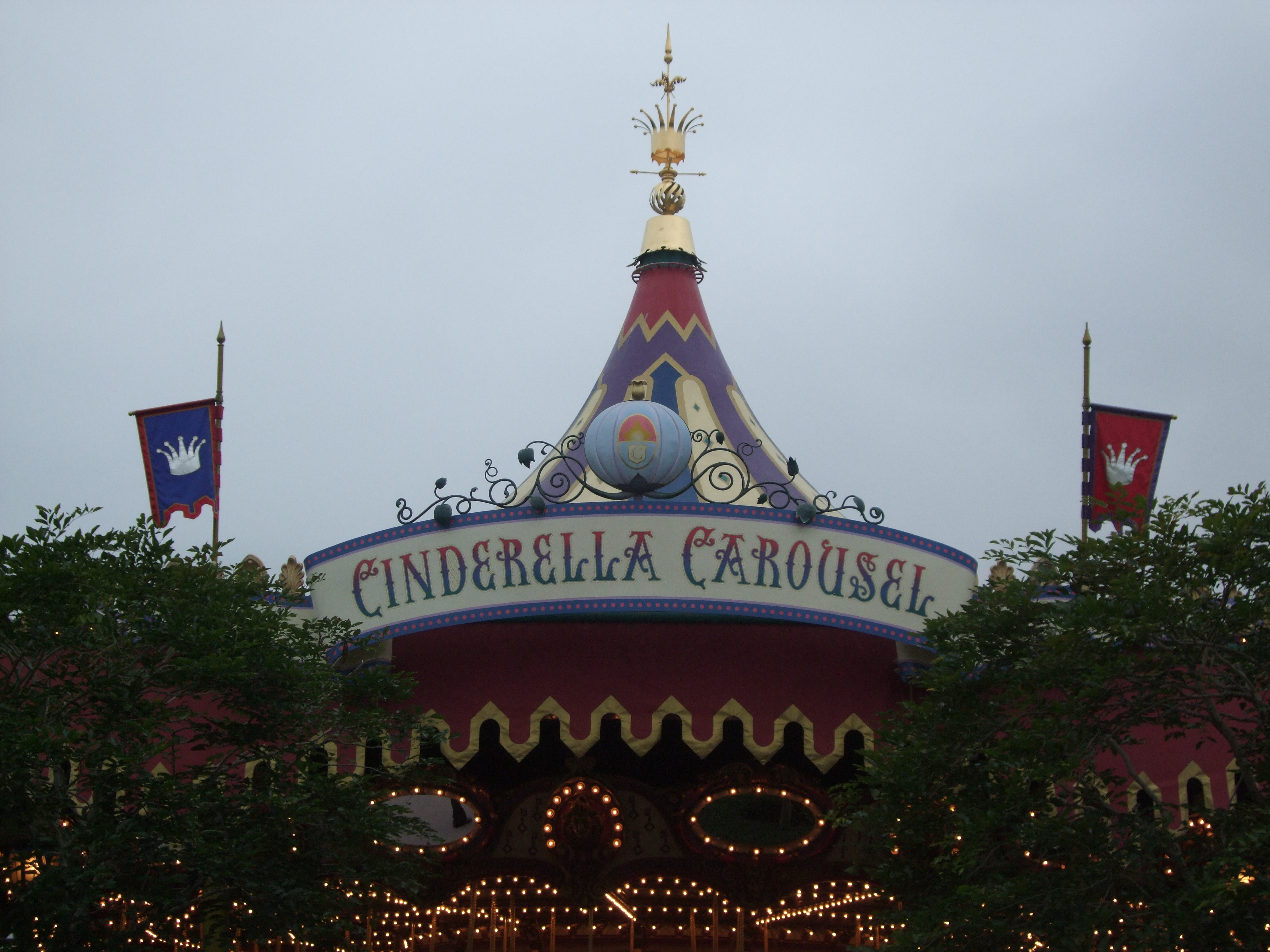
Enseigne du "Cinderella Carousel".

Cinderella Carousel reprend les caractéristiques du King Arthur Carrousel à Disneyland.
Les chevaux sont constitués de fibre de verre.
Les décors reprennent des scènes de Cendrillon.
- Nom : Cinderella Carousel
- Localisation : Fantasyland
- Ouverture : 12 septembre 2005 avec le parc
- Conception : Walt Disney Imagineering
- Nombre de chevaux : 56 (16 rangées de quatre)
- Durée : 2 min
- Type d'attraction : Carrousel